# Utphe
Utphe ['ʊtfə] ist ein Stadtteil von Hungen im mittelhessischen Landkreis Gießen.

## Geografie
Utphe liegt südlich von Hungen. Durch den Ort verläuft die Bundesstraße 489 und die Altstraße Kurze Hessen, die Frankfurt am Main mit Eisenach verbindet. Östlich liegt der Untere Knappensee, nördlich davon der Obere Knappensee, beides ehemalige Braunkohlentagebaue.
Gemarkungsgröße
- 1854: 1588 Morgen, davon 1084 Acker, 443 Wiesen
- 1961: 513 Hektar

## Geschichte
1958 wurde ein Mahlstein aus der La-Tène-Zeit gefunden, was auf eine vorchristliche Besiedlung schließen lässt.

### Ersterwähnung und Ortsname
Erstmals urkundlich erwähnt wird der Ort mit „in Odupher marca“, in der Utpher Gemarkung, im Jahre 773 im Lorscher Codex, als ein gewisser Albuin dem Kloster Lorsch dort vier Morgen Ackerland schenkte. Die Schenkungen an das Kloster Lorsch häuften sich im Gebiet um Utphe, Bellersheim, Obbornhofen, Feldheim, Wohnbach und Cruftila, einer Wüstung bei Rockenberg, und anderen Orten.
Der Ortsname deutet auf ein Gewässer hin. Steen verweist auf die „Lage am Rande der wasserreichen und versumpften Horloffniederung.“
In erhaltenen Urkunden späterer Zeit findet der Ort mit folgenden Ortsnamen Erwähnung:
- 1191 in villa Othife[6]
- 1282 in Odephe[7]
- 1284 de Otpha[8]
- 1357 gein Odyfe[9]

Im 11. Jahrhundert reorganisierten die Salier ihr Herrschaftsgebiet in der Wetterau und in Niederhessen. Von der Neuregelung der Grafschaftsverhältnisse profitierten die schwäbischen Grafen Werner mit der Grafschaft Maden. Auch in Utphe hatten sie beträchtlichen Besitz, und das von Werner IV. 1113 gegründete Kloster Breitenau bei Guxhagen bekam die Utpher Güter wohl als Erstausstattung.
Während der Stauferzeit verwalteten die Reichsministerialen von Hagen-Münzenberg den Ort. Utphe fiel nach dem Aussterben der Münzenberger im Teilungsvertrag von 1271 an die Grafen von Falkenstein.

### Besitz der Klöster Breitenau und Haina
Der Mainzer Erzbischof Konrad I. verpachtete 1191 auf Lebenszeit die Güter des Klosters Breitenau zu Utphe, da die Güter aufgrund der großen Entfernung wenig Ertrag abwarfen. Das Kloster erhielt im Austausch Besitzungen des Erzstifts. Diese Güter erwarb 1256 der Ritter Guntram von Ulfa, welcher der Familie der Schenck zu Schweinsberg angehörte, von den bisherigen erblichen Besitzern. Da die Rechte des Klosters Breitenau an den Gütern bestehen blieben, kam es zum Streit, der 1261 beendet wurde, indem das Kloster auf die strittigen Güter in Utphe und alle weiteren Forderungen verzichtete. Allerdings musste Guntram 1263 seine Güter samt einer dortigen Mühle an der Horloff wegen Verschuldung an das Kloster Haina verkaufen. Das Kloster Breitenau übereignete seine Güter zu Utphe 1282 ebenfalls an Haina. Das Kloster Haina verzichtete 1304 auf alle Ansprüche gegenüber Guntram III. von Ulfa († um 1306) wegen der Klostergüter in Utphe, die sie Guntram übereignet hatten. Allerdings wurden 1306 die Güter dem Kloster Haina erneut zugesprochen.
Der Ausbau der Hainaer Besitzungen in der Wetterau wurde durch die Herren von Falkenstein gefördert. Sie übertrugen 1270 Güter der Brüder Brandan und Wigand, die diese als Falkensteiner Lehen trugen, an das Kloster Haina. Die Ritter erhielten als Ausgleich Güter in Göns zu Lehen. 1282 und 1293 konnten Hartmud und Rupert von Karben ihre Güter zu Utphe dem Kloster Haina verkaufen; die Herren von Falkenstein als Lehnsherren derer von Karben bestätigten die Übertragungen. Die von Falkenstein, von Limburg und von Hanau stimmten 1297 dem Verkauf der Karbischen Güter zu Utphe zu. Haina baute in einer weiteren Phase zwischen 1312 und 1332 erneut seinen Güterbesitz und seine Privilegien zu Utphe durch Ankäufe deutlich aus. Das Kloster Marienborn verkaufte 1396 ebenfalls seinen Besitz in Utphe dem Kloster Haina.
Hartmann von Hoghenfels verkaufte 1423 dem Kloster Haina seinen Anteil am kleinen und großen Zehnt von Utphe. 1464 erwarb das Kloster weitere Anteile an dem Zehnten.
Johann von Langenstein verkaufte dem Ritter Gerhard von Hüftersheim, Wüstung bei Ober-Mörlen, 1383 sein Gut zu Utphe. Von dieser Hufe überließ Ritter Henne Groppe von Bellersheim 1405 dem Kloster Arnsburg eine Gült. Eine Freiung von 1434 durch die Grafen von Solms und von Eppstein betraf die Höfe und Landsiedel des Klosters Arnsburg in Birklar, Bellersheim, Utphe, Muschenheim und anderen Orten von allen Diensten, Steuern und Beden. Die herkömmlichen Dienste waren ausgenommen.
1528 kaufte Graf Philipp von Solms-Lich für 2.000 fl. den Hof in Utphe samt Zinsen zu Ober-Bessingen, Ettingshausen, Gonterskirchen, Laubach und Trais-Horloff.

### Zehntverhältnisse
Nach 1414 besaß Henne von Bellersheim als Mannlehen den Hof zu Obbornhofen mit Zubehör und einen Hof zu Utphe.
Graf Otto von Solms verlieh 1461 Heilmann von Bellersheim einen Teil des Zehnten zu Bellersheim, Utphe, Graß und Geiß-Nidda zu einem münzenbergischen Mannlehen.
Graf Hans-Georg von Solms erhielt 1569 vom Mainzer Domkapitel den Präsenz-Zehnten zu Utphe, Trais-Horloff, Inheiden und der Wüstung Feldheim auf neun Jahre verliehen. Die gleiche Leihe erfolgte 1610 auf zwölf Jahre.

### Neuzeit
Mit der Zugehörigkeit zu Solms-Laubach bekam der Ort eine gewisse Mittelpunktfunktion. Seit dem 17. Jahrhundert gehörten zum Unteramt Utphe die Rieddörfer Inheiden, Trais-Horloff und die Feldmark der Wüstung Feldheim. Zu Beginn des 18. Jahrhunderts wurde auch Wohnbach in das Unteramt Utphe aufgenommen, das als Pfandschaft in den Besitz von Solms-Laubach gekommen war. Es bildete sich sogar für eine kurze Zeit eine eigene Linie der Grafschaft Solms-Laubach mit Solms-Laubach-Utphe heraus. Die Brüder Friedrich Ernst (1671–1723) und Carl Otto (1673–1743) von Solms-Laubach vereinbarten, dass Carl Otto das Unteramt Utphe übernahm. Dessen Sohn Carl Ludwig (1704–1762) starb unverheiratet und kinderlos. Damit fiel das Unteramt an Laubach zurück. Im Januar 1707 wurde durch den Amtmann Böhler eine „Specification der sämbtlichen Hofreithen zu Utphe“ angefertigt. Danach besaß „Herr Buicker“ ein „Brauhauß“.
Nach 1945 entstanden am südlichen Ortsrand in Richtung Berstadt links und rechts der Bundesstraße B 489 Neubaugebiete.

### Verwaltungsgeschichte von 1806 bis heute
Im Rahmen der Mediatisierung verloren die alten Standesherrschaften ihre Stellung. Mit der Rheinbundakte 1806 kam Utphe mit der Grafschaft Solms-Laubach zum neu gebildeten Großherzogtum Hessen (Hessen-Darmstadt), Provinz Oberhessen. 1820/21 wurden im Großherzogtum Hessen die Ämter der beiden Provinzen Oberhessen und Starkenburg aufgelöst. Rechtsprechung und Verwaltung wurden getrennt. Die Landratsbezirke wurden die neue Organisationsform der Gemeinden, in denen aber teilweise Rechte des alten Standesherrschaften erhalten blieben. 1822 kam Utphe zum Landratsbezirk Hungen, der 1841 im Kreis Hungen aufging.
Aufgrund der Erfahrungen der Märzrevolution 1848 wurden die großherzoglichen Kreise aufgelöst und in elf Regierungsbezirke umgewandelt, die aber nicht den heutigen entsprachen. Utphe kam nun zum Regierungsbezirk Friedberg. Im Mai 1852 wurden diese Regierungsbezirke aufgelöst und Utphe in den Kreis Nidda integriert, der bis 1874 bestand.
In diesem Jahr gelangte das Dorf in den Landkreis Gießen. Zum 1. Januar 1977 wurde im Zusammenhang mit der Gebietsreform in Hessen der alte Kreis Gießen aufgelöst und in den Lahn-Dill-Kreis eingebunden. Diese Gebietsreform, die von der Hessischen Landesregierung unter dem Ministerpräsidenten Albert Osswald initiiert war, scheiterte aber am Widerstand der Bevölkerung und brachte auch Utphe 1979 in den Landkreis Gießen zurück.
Hessische Gebietsreform (1970–1977)
Zum 31. Dezember 1970 erfolgte im Zuge der Gebietsreform in Hessen die freiwillige Eingliederung in die nahegelegene Kleinstadt Hungen. Für Utphe wurde wie für alle Stadtteile von Hungen ein Ortsbezirk eingerichtet.

### Verwaltungsgeschichte im Überblick
Die folgende Liste zeigt die Staaten und Verwaltungseinheiten, denen Utphe angehört(e):
- vor 1806: Heiliges Römisches Reich, Grafschaft Solms-Laubach (Anteil an der Herrschaft Münzenberg), Amt Utphe
- ab 1806: Großherzogtum Hessen,[Anm. 2] Fürstentum Oberhessen, Amt Utphe (der Grafschaft Solms-Laubach)[29]
- ab 1815: Großherzogtum Hessen, Provinz Oberhessen, Amt Utphe[30] (der Grafschaft Solms-Laubach)
- ab 1820: Großherzogtum Hessen, Provinz Oberhessen, Amt Utphe[Anm. 3]
- ab 1822: Großherzogtum Hessen, Provinz Oberhessen, Landratsbezirk Hungen[31][Anm. 4]
- ab 1841: Großherzogtum Hessen, Provinz Oberhessen, Kreis Hungen
- ab 1848: Großherzogtum Hessen, Regierungsbezirk Friedberg
- ab 1852: Großherzogtum Hessen, Provinz Oberhessen, Kreis Nidda
- ab 1867: Norddeutscher Bund,[Anm. 5] Großherzogtum Hessen, Provinz Oberhessen, Kreis Nidda
- ab 1871: Deutsches Reich, Großherzogtum Hessen, Provinz Oberhessen, Kreis Nidda
- ab 1874: Deutsches Reich, Großherzogtum Hessen, Provinz Oberhessen, Kreis Gießen
- ab 1918: Deutsches Reich (Weimarer Republik), Volksstaat Hessen, Provinz Oberhessen, Kreis Gießen
- ab 1938: Deutsches Reich, Volksstaat Hessen, Landkreis Gießen[32][Anm. 6]
- ab 1945: Amerikanische Besatzungszone,[Anm. 7] Groß-Hessen, Regierungsbezirk Darmstadt, Landkreis Gießen
- ab 1946: Amerikanische Besatzungszone, Hessen, Regierungsbezirk Darmstadt, Landkreis Gießen
- ab 1949: Bundesrepublik Deutschland, Hessen, Regierungsbezirk Darmstadt, Landkreis Gießen
- ab 1971: Bundesrepublik Deutschland, Hessen, Regierungsbezirk Darmstadt, Landkreis Gießen, Stadt Hungen[Anm. 8]
- ab 1977: Bundesrepublik Deutschland, Hessen, Regierungsbezirk Darmstadt, Lahn-Dill-Kreis, Stadt Hungen
- ab 1979: Bundesrepublik Deutschland, Hessen, Regierungsbezirk Darmstadt, Landkreis Gießen, Stadt Hungen
- ab 1981: Bundesrepublik Deutschland, Hessen, Regierungsbezirk Gießen, Landkreis Gießen, Stadt Hungen

### Gerichte seit 1803
In der Landgrafschaft Hessen-Darmstadt wurde mit Ausführungsverordnung vom 9. Dezember 1803 das Gerichtswesen neu organisiert. Für das Fürstentum Oberhessen (ab 1815 Provinz Oberhessen) wurde das „Hofgericht Gießen“ eingerichtet. Es war für normale bürgerliche Streitsachen Gericht der zweiten Instanz, für standesherrliche Familienrechtssachen und Kriminalfälle die erste Instanz. Übergeordnet war das Oberappellationsgericht Darmstadt. Die Rechtsprechung der ersten Instanz wurde durch die Ämter bzw. Standesherren vorgenommen und somit war für Utphe ab 1806 das „Patrimonialgericht der Grafen Solms-Laubach“ in Utphe zuständig. Nach der Gründung des Großherzogtums Hessen 1806 wurden die Aufgaben der ersten Instanz 1821–1822 im Rahmen der Trennung von Rechtsprechung und Verwaltung auf die neu geschaffenen Land- bzw. Stadtgerichte übertragen. Ab 1822 ließen die Grafen Solms-Laubach ihre Rechte am Gericht durch das Großherzogtum Hessen in ihrem Namen ausüben. „Landgericht Laubach“ war daher die Bezeichnung für das erstinstanzliche Gericht, das auch für Utphe zuständig war. Auch auf sein Recht auf die zweite Instanz, die durch die Justizkanzlei in Hungen ausgeübt wurde verzichtete der Graf 1823. Erst infolge der Märzrevolution 1848 wurden mit dem „Gesetz über die Verhältnisse der Standesherren und adeligen Gerichtsherren“ vom 15. April 1848 die standesherrlichen Sonderrechte endgültig aufgehoben. Mit dem 1. November 1848 wurden Utphe an den Landgerichtsbezirk Hungen abgegeben.
Anlässlich der Einführung des Gerichtsverfassungsgesetzes mit Wirkung vom 1. Oktober 1879, infolge derer die bisherigen großherzoglichen Landgerichte durch Amtsgerichte an gleicher Stelle ersetzt wurden, während die neu geschaffenen Landgerichte nun als Obergerichte fungierten, kam es zur Umbenennung in „Amtsgericht Hungen“ und Zuteilung zum Bezirk des Landgerichts Gießen.
Am 1. Juni 1934 wurde das Amtsgericht Hungen aufgelöst und Utphe dem Amtsgericht Nidda zugeteilt.
Zum 1. Januar 2012 wurde das Amtsgericht Nidda gemäß Beschluss des hessischen Landtags aufgelöst und Utphe dem Amtsgericht Büdingen zugeteilt.

## Bevölkerung

### Einwohnerstruktur 2011
Nach den Erhebungen des Zensus 2011 lebten am Stichtag dem 9. Mai 2011 in Utphe 636 Einwohner. Darunter waren 18 (2,8 %) Ausländer. Nach dem Lebensalter waren 99 Einwohner unter 18 Jahren, 270 zwischen 18 und 49, 147 zwischen 50 und 64 und 117 Einwohner waren älter. Die Einwohner lebten in 264 Haushalten. Davon waren 75 Singlehaushalte, 90 Paare ohne Kinder und 92 Paare mit Kindern, sowie 21 Alleinerziehende und 6 Wohngemeinschaften. In 54 Haushalten lebten ausschließlich Senioren und in 174 Haushaltungen lebten keine Senioren.

### Einwohnerentwicklung
- 1631: 048 Untertanen, 3 Witwen[1]

| Utphe: Einwohnerzahlen von 1834 bis 2020 | Utphe: Einwohnerzahlen von 1834 bis 2020 | Utphe: Einwohnerzahlen von 1834 bis 2020 | Utphe: Einwohnerzahlen von 1834 bis 2020 | Utphe: Einwohnerzahlen von 1834 bis 2020 |
| --- | ---------------------------------------- | ---------------------------------------- | ---------------------------------------- | ---------------------------------------- |
| Jahr |                                          |                                          |                                          | Einwohner                                |
| 1834 | 1834                                     |                                          | 551                                      | 551                                      |
| 1840 | 1840                                     |                                          | 535                                      | 535                                      |
| 1846 | 1846                                     |                                          | 548                                      | 548                                      |
| 1852 | 1852                                     |                                          | 526                                      | 526                                      |
| 1858 | 1858                                     |                                          | 551                                      | 551                                      |
| 1864 | 1864                                     |                                          | 487                                      | 487                                      |
| 1871 | 1871                                     |                                          | 502                                      | 502                                      |
| 1875 | 1875                                     |                                          | 514                                      | 514                                      |
| 1885 | 1885                                     |                                          | 510                                      | 510                                      |
| 1895 | 1895                                     |                                          | 488                                      | 488                                      |
| 1905 | 1905                                     |                                          | 557                                      | 557                                      |
| 1910 | 1910                                     |                                          | 580                                      | 580                                      |
| 1925 | 1925                                     |                                          | 553                                      | 553                                      |
| 1939 | 1939                                     |                                          | 542                                      | 542                                      |
| 1946 | 1946                                     |                                          | 773                                      | 773                                      |
| 1950 | 1950                                     |                                          | 777                                      | 777                                      |
| 1956 | 1956                                     |                                          | 697                                      | 697                                      |
| 1961 | 1961                                     |                                          | 683                                      | 683                                      |
| 1967 | 1967                                     |                                          | 697                                      | 697                                      |
| 1971 | 1971                                     |                                          | 704                                      | 704                                      |
| 1987 | 1987                                     |                                          | 667                                      | 667                                      |
| 1991 | 1991                                     |                                          | 719                                      | 719                                      |
| 2000 | 2000                                     |                                          | 635                                      | 635                                      |
| 2005 | 2005                                     |                                          | 668                                      | 668                                      |
| 2011 | 2011                                     |                                          | 636                                      | 636                                      |
| 2015 | 2015                                     |                                          | 618                                      | 618                                      |
| 2020 | 2020                                     |                                          | 671                                      | 671                                      |
| Datenquelle: Historisches Gemeindeverzeichnis für Hessen: Die Bevölkerung der Gemeinden 1834 bis 1967. Wiesbaden: Hessisches Statistisches Landesamt, 1968. Weitere Quellen: LAGIS; nach 1970 Stadt Hungen; Zensus 2011 |                                          |                                          |                                          |                                          |

### Historische Religionszugehörigkeit
Quelle: Historisches Ortslexikon
- 1830: 542 evangelische, 8 katholische, 9 jüdische Einwohner
- 1905: 007 jüdische Einwohner
- 1961: 548 evangelische (= 80,2 %), 129 katholische (= 18,9 %) Einwohner

### Historische Erwerbstätigkeit
- 1961: 138 Personen Land- und Forstwirtsch., 137 produzierendes Gewerbe, 43 Handel, Verkehr und Nachrichtenübermittlung, 21 Dienstleistungen und Sonstige[1]

## Politik
Für den Stadtteil Utphe besteht ein Ortsbezirk (Gebiete der ehemaligen Gemeinde Utphe) mit Ortsbeirat und Ortsvorsteher nach der Hessischen Gemeindeordnung.
Der Ortsbeirat besteht aus fünf Mitgliedern. Bei den Kommunalwahlen in Hessen 2021 betrug die Wahlbeteiligung zum Ortsbeirat 52,08 %. Dabei wurden gewählt: drei Mitglieder der DU, und zwei Mitglieder der „Freien Wähler Hungen“ (FW). Der Ortsbeirat wählte Karl-Ludwig Büttel (CDU) zum Ortsvorsteher.

## Kultur und Sehenswürdigkeiten

### Bauwerke
Die Gesamtanlage des historischen Ortskerns steht unter Denkmalschutz, besonders die Gebäude um den Rathausplatz in der Weedstraße, darunter viele Fachwerkhäuser.
- die alte Schule, Weedstraße 17, mit einem Mansarddach und Dachreiter. Sie wurde zeitweise auch als Rathaus genutzt und nach einem Großbrand 1780 neu errichtet,
- das ehemalige Rathaus in der Weedstraße 21 mit seinem Walmdach. Es wurde 1780 nach einem Großbrand neugebaut,
- der Oberhof, ein ehemaliges Solms-Laubacher Hofgut in der Alleestraße, erbaut um 1600,
- das ehemalige Solms-Laubacher Hofgut Utphe am nördlichen Rande der historischen Bebauung mit Haupthaus, Wirtschaftsgebäuden, Brunnen usw.

### Vereine
- Freiwillige Feuerwehr Utphe (gegründet 1949)
- Gesangverein Loreley Utphe (gegründet 1881)
- TSV 1930 Utphe
- Cult Club Utphe (gegründet 1998)

## Persönlichkeiten
- Irmgard Reichhardt (1935–1994), Politikerin, geboren in Utphe